# Irena Fleissnerová
Irena Fleissnerová provdaná Svobodová (* 25. listopadu 1958 Plzeň) je vysokoškolská pedagožka PedF UK, diplomovaná trenérka plavání a bývalá československá sportovní plavkyně, účastnice olympijských her v roce 1980.

## Osobní život
Otec Václav byl revizním technikem Vodních staveb Praha. S otcem měla velmi blízký vztah. Po jejím přestupu do Prahy jí pravidelně navštěvoval. Matka Milena byla učitelka ruštiny a dějepisu na základní škole.
Měla dva mladší bratry Tomáše (*1960) a Michala (*1964). Oba se věnovali modernímu pětiboji. Starší z bratrů Tomáš se dostal v osmdesátých letech dvacátého století do československé reprezentace a startoval na olympijských her v roce 1988 a 1992. V roce 1982 se vdala za moderního pětibojaře Iva Svobodu.
Jejím koníčkem je vyšívání a pletení a domácí práce, protože si u nich si vždy psychicky odpočinula po náročném tréninku nebo studijní zátěži. Je výbornou kuchařkou. Vyšívat jí naučila spolubydlící a sparingpartnerka z vysokoškolské SVS Hana Kubíková.
Byla závislá na sladkých jídlech, hlavně na matčiných škubánkách s povidlovou omáčkou nebo "mňammňotách" – jahodový džem s kakaem a kompotovaným ovocem.
S učením neměla problémy "jsem ten typ, co se dokáže učit všude, v metru i na startovním bloku". Původně chtěla studovat medicínu, ale kvůli sportovní kariéře upřednostnila časově méně náročné studium FTVS. Název její diplomové práce zněl "Analýza struktury tréninkového procesu vzhledem k růstu výkonnosti v disciplíně 200 m prsa". V revolučním roce 1989 uvedla, že pro volbu FTVS jí donutil politický status jejich rodičů, kteří byli po roce 1968 vyloučeni ze strany. V začátcích sportovní kariéry měla kvůli tomu například problémy s přestupem na školu do Prahy. Sama však dospěla v období normalizace a během studia FTVS se stala kandidátkou a v roce 1983 i členkou strany.

## Sportovní kariéra
Plavat se učila od mala na rodinné chatě u přehrady Hracholusky. V 10 letech absolvovala se základní školou plavecký kurs v 25 m bazénu plzeňských městských lázní. Po skončení kurzu jí oslovil šéftrenér městské plavecké základny Jindřich Král s nabídkou věnovat se závodnímu plavání. Své první závody absolvovala v roce 1969. Specializovala se na plaveckou techniku prsa.
Poprvé na sebe upozornila v letní sezóně 1972 zařazením do juniorské reprezentace. V roce 1973 došlo v Plzni k otevření nového bazénu v Kozinově ulici určeného výhradně pro potřeby školské tělovýchovy TJ Slavia. V městských lázních se musely plavecké oddíly dělit o dráhy s veřejností. Jako dorostenka zároveň přestoupila do mládežnického plaveckého oddílu při střední průmyslové škole stavební Slavia PŠ (dnes SK Radbuza).

### Přesun do Prahy
Od roku 1974 byla zařazena do nově vzniklého střediska vrcholového sportu ministerstva školství (SVS MŠ) pod vedení Rudolfa Poledníka. V letní sezoně překonala v červenci poprvé československý rekord na 200 m prsa časem 2:45,6, kterým zároveň splnila limit pro start na srpnové mistrovství Evropy ve Vídni. Ve Vídni zaplavala na hranici svých osobních rekordů. Na 100 m prsa se dokonce poprvé dostala pod 78 vteřin (1:17,92), ale na postup z rozplaveb to nestačilo. Na dvojnásobné trati 200 m prsa zaostala časem 2:47,39 necelou sekundu za postupem do osmičlenného finále. Na podzim se přestěhovala z Plzně do Prahy. Její všední den začínal ve čtvrt na šest ráno, následoval trénink v nově otevřeném bazénu VŠ v útrobách východní tribuny strahovského stadionu. Po osmé hodině odpočívala nebo se učila. V 10 h začala druhá fáze tří až čtyř hodinového tréninku ve vodě. Potom trénink na suchu. Ve dnech nejintenzivnějšího tréninku naplavala denně až 15 km. Večer šla studovat večerní gymnázium na Vinohradech. Trenér Poledník jí v dobrém nazýval "vodníkovo dítě" a "plavecký notorik". "Když nejsou v sobotu závody a má volno tak jezdí domů do Plzně. A představ si, že i tam se jde ještě vykoupat!" Povahou byla veselá, škádlivá, usměvavá.

### Naděje na mistrovství světa 1975
V roce 1975 byla svými výsledky na dubnovém mistrovství republiky předběžně nominována na mistrovství světa v kolumbijském Cali. Třítýdenní přípravu na mistrovství světa absolvovala s reprezentačním týmem v sovětském–arménském vysokohorském středisku Cachkadzor. Následovala téměř dvouměsíční dohadování předsednictva plaveckého svazu o složení výpravy na mistrovství světa, po kterém zůstala v nominaci jako jediná plavkyně. Jako jediná se dokázala vypořádat s pochybnostmi představenstva československé sportu, u kterého plavci ztratili důvěru pro své průměrné až podprůměrné výsledky v mezinárodní konkurenci z minulých let. V Cali na konci července postoupila sedmým nejlepším časem v rozplavbách do osmičlenného finále. Finálový závod se jí však nepovedl a časem 2:46,20 o tři sekundy horším proti rozplavbám, skončila na posledním osmém místě. V závodě na 100 m prsa nepostoupila z rozplaveb do dalších bojů. Její trenér Rudolf Poledník, který s ní však do Cali nejel, uvedl: "Předpokládal jsem, že na 200 m prsa zaplave čas kolem 2:41,0, ale její výkon ovlivnily specifické podmínky tropického Cali." Na mistrovství totiž cestovala pět dní před začátkem mistrovství. Na rozdíl od závodnic ze silných plaveckých zemí, které byly na místě o tři týdny dříve. K nejlepší závodní formě jí dále neprospěly pochybnosti, zdali na mistrovství světa pojede či ne a neúčast vlastního trenéra, který jí upozorňoval na technické chyby.

### Trápení v olympijském roce 1976
V olympijském roce 1976 u ní nastaly zdravotní problémy s imunitou. V zimní sezóně prakticky nebyla schopná soustavného tréninku. "Čtrnáct dní jsem ležela v horečkách v posteli, pak čtrnáct dní odpočívala, čtrnáct dní trénovala a zase se všechno otočilo a začalo znovu". V červnu se rozhodla k radikálnímu řešení odstranění krčních mandlí. S tréninkem začala v červenci. Uvažovala o ukončení sportovní kariéry, ale nakonec se rozhodla pokračovat, protože si nedokázala představit, co jiného by dělala během dvou měsíců letních prázdnin. Psychicky jí také podpořili rodiče, kteří se v daném roce přestěhovali z Plzně do Prahy.

### Brněnská stáž 1977
V roce 1977 u ní nastala stagnace výkonnosti. V minulé sezóně skončily ve SVS její oblíbené sparingpartnerky Lenka Churáčková, Hana Kubíková a dlouho nenacházela tréninkovou pohodu. Po zimní sezóně se proto s trenérem Poledníkem obrátila o pomoc k brněnskému Pavlu Hüblovi, který byl uznávaným odborníkem na plaveckou techniku prsa. V brněnské Rudé hvězdě (dnes Kometa) vedl tréninkovou skupinu zaměřenou na prsařskou techniku s lídrem Stanislavem Pešlem. Již po 14 denním červnovém workshopu s Pavlem Hüblem a jeho svěřenci zaplavala na závodech v Bratislavě československý rekord 2:41,9 na 200 m prsa a také československý rekord 1:15,7 na své slabší trati 100 m prsa. Na červencovém mistrovství republiky potom potvrdila nominaci na srpnové mistrovství Evropy ve švédském Jönköpingu. Do Švédska však nenačasovala formu. Na 200 m prsa na ní po nadějné polovině dolehla krize a konečným podprůměrným časem 2:45,20 zůstala daleko za postupem z rozplaveb. Ani závod na 100 m se jí nepovedl a mistrovství Evropy pro ní skončilo rozčarováním. Za výkyvy formy pravděpodobně mohl nový systém přípravy, ve kterém se z vytrvalosti zaměřila na trénink rychlosti.

### Úspěch na mistrovství světa 1978 a pozvánka do USA
V roce 1978 jí čekala maturita. S trenérem se rozhodli pro zpestření tréninku s cílem zlepšit se výrazně v plaveckém stylu motýlek. To mělo za následek i její výrazné zlepšení v polohových závodech. Na červencovém mistrovství republiky potvrdila třemi tituly – poprvé v dlouhé polohovce oprávněnost předběžné nominaci na srpnové mistrovství světa v západoněmeckém Berlíně. S trenérem Rudolfem Poledníkem se rozhodla soustředit závěrečnou přípravu do Prahy. Trenér Poledník toto rozhodnutím zdůvodnil silnými vazbami na rodiče a delší odloučení by mohlo přípravu zkomplikovat. Na mistrovství světa odjížděla v dobrém rozpoložení. Ve své úvodní disciplíně 100 m prsa zaplavala v rozplavbách nový československý rekord časem 1:15,21, který však na postup mezi nejlepších osm finalistek nestačil. Za dva dny na 200 m prsa zaplavala v rozplavbách šestý nejlepší čas 2:37,29 a postoupila do finále. Zároveň o více než dvě sekundy překonala vlastní československý rekord 2:39,52. Ve finále potom československý rekord vylepšila o další sekundu na 2:36,09 a v cíli dohmátla na výborném 4. místě. Po závodě řekla: "Kdyby to bylo o bazén delší tak bych měla medaili. Jela jsem naplno a přiznám se, že jsem nečekala, co to se mnou udělá. Při takovém závodě mi obvykle vystačil dech, ale v koncovce mi těžkly nohy. Ve čtvrtek se mi plavalo strašně lehce, šlo to prostě pořád. V rychlejším začátku je moje největší rezerva. Snad se to dá zlepšit." V listopadu obdržela pozvánku na hrazený tréninkový pobyt do Spojených států.

### Zlatá z univerziády 1979
Začátek roku 1979 strávila se svým trenérem ve Spojených státech. Účastnila se závodů amerického zimního mistrovství v Cambridge na předměstí Bostonu a další týden v Nashville ve státě Tennessee, kde byl situován jeden z nejúspěšnějších amerických plaveckých klubů – Nashville Aquatic Club. Po návratu trenéra Poledníka mrzelo, že oproti dalším pozvaným reprezentacím byl se svou svěřenkyní ve Spojených státech sám. Důvod, proč další závodníci z Československa nejeli, byl finanční, na rozdíl od Fleissnerové a Poledníka, kterým pobyt hradil pořadatel, by účast dalších plavců musel hradit svaz. Při pobytu v Nashville ho zaujalo, v jak skromných podmínkách američtí plavci trénují – betonový bazén bez kachliček, malá šatna s jednou sprchou a přitom roční členství v klubu 2000$ (rok 1978). Vrcholem roku byl pro ní stanoven plavecký závod na Spartakiádě národů SSSR v červenci 1979 v moskevském bazénu, kde se za rok konaly olympijské závody. Závody v Moskvě se jí však nepovedly. Ve své nejsilnější disciplíně 200 m prsa skončila až na 6. místě v čase 2:38,01. V září si jela jako studentka prvního ročníku pražské FTVS spravit náladu na letní univerziádu do hl. města Mexika. V Mexiku s přehledem vyhrála 100 (1:14,57) i 200 m prsa (2:41,0) a úspěšné vystoupení na univerziádě doplnila třetím místem na dlouhé polohovce 400 m. Za úspěchem v známém vysoko položeném místě jí pomohly pravidelná soustředění v arménském Cachkadzoru. Na svých výkonech si nejvíc cenila, že dokázala vydržet s tempem až do konce, a že ve finiši dokázala odrazit nápor soupeřek. Nejvíc jí však dojalo, když jí při předávání první zlaté medaile vedoucí výpravy prof. Bohuslav Sýkora sdělil, že má narozeniny, a že její vítězství je pro něho ten nejkrásnější dárek.

### Kousek od medaile na olympijských hrách 1980
V přípravě na olympijskou sezónu 1980 zapracovala s trenérem na rychlosti. Na březnových plaveckých závodech ve Vídni se poprvé dostala na 100 prsa pod 74 sekund (1:13,90) – čas dokázala do olympijských her ještě stáhnout na 1:13,35. Začátkem dubna na zimním mistrovství republiky v Bratislavě zlepšila osobní a československý rekord o sekundu a půl na 2:34,53. O její nominaci na olympijské hry v Moskvě nebylo pochyb. Zůstávala však již několik let jedinou, na mezinárodní scéně konkurenceschopnou plavkyní z Československa. Olympijské plavecké závody byly poznamenány neúčastí amerických plavců kvůli bojkotu, ale prsařské disciplíny nebyly jejich neúčastí tolik poznamenány. 23. července dopoledne stála na startu třetí rozplavby na 200 m prsa. Závod se jí povedl nad očekávání, doplavala druhá za sovětskou Ruskou Svetlanou Varganovovu ve fantastickém československém rekordu 2:32,79 – rekord vydržel v platnosti 13 let. Po závodě měla jít odpočívat do olympijské vesnice a psychicky se připravit na odpolední finále v 16h. Jenže při odchodu z haly jí v poslední chvíli dohnala referentka antidopingové agentury s tím, že byla vylosovaná k testu na doping. Dvě hodiny tak místo relaxace v olympijské vesnici strávila zavodněním a odběrem vzorku. Než potom dorazila do vesnice, stihla se pouze najíst a musela zpátky do haly. Finálový blok tradičně brzdily opakované starty a místo v 16h nastoupila k finále s hodinovým zpožděním – v jejím finále byl ulitej start dokonce dvakrát. Po startu plavala prvních 100 m o sekundu pomaleji než v rozplavbách. "Na 75 m jsem si uvědomila, že jsem se nechala soupeřkami od startu uspat a když jsem se potom snažila zrychlit, tak jsem nedokázala chytit správný rytmus. Ke všemu se mi hrubě nepovedla třetí obrátka." Do cíle doplavala na 5. místě v čase 2:33,23. Již další den jí čekal závod na 100 m prsa, ve kterém v rozplavbách vyrovnala vlastní československý rekord 1:13,35, ale na postup do finále potřebovala alespoň o půl vteřiny lepší čas. Po návratu domů byla již s 5. místem smířená, ale ještě dlouho jí mrzelo, že podlehla taktické hře soupeřek, které nebyly v tempu tak kvalitní, ale v koncovce rychlejší. Po letní sezóně chtěla původně s aktivní kariérou končit, ale nakonec se rozhodla pokračovat. S přípravou na novou sezónu začala pozvolna v prosinci.

### Hledání motivace
V roce 1981 si stanovila cíl nominovat se a zaplavat co nejlepší výsledek na zářijovém mistrovství Evropy ve Splitu. Stále jí ležela v žaludku ta taktická porážka z olympijského finále. Na červencovém mistrovství republiky v Bratislavě potvrdila dvěma tituly předběžnou nominaci na mistrovství Evropy. Za týden startovala na letní univerziádě v Bukurešti, kde na 100 m prsa skončila ve finále na posledním 8. místě a na 200 m prsa skončila s přehledem na druhém místě v čase 2:38,64. Se svým vystoupením na univerziádě byla spokojená "Plavecké soutěže měly vysokou úroveň. Myslím si, že vyšší než před dvěma lety. Stříbrná medaile hřeje a myslím si, že její zisk vzhledem k vyšší úrovni vyváží hodnotu dvou zlatých a jedné bronzové, které jsem získala v Mexiku." V přípravě na mistrovství Evropy jí pomáhala jako sparingpartnerka Lenka Smoláková, která nakonec získala místo druhé prsařky v nominaci nad výkonnostně stagnující Hanou Březíkovou z Gottwaldova. V září ve Splitu potvrdila roli nejlepší československé plavkyně, ale nepostoupila do A-finále a zůstala za svými osobními rekordy. Na 100 m prsa postoupila z rozplaveb do B-finále, kde časem 1:14,14 obsadila 5. místo — celkově 13. místo. Na své silnější trati 200 m prsa skončila v B-finále časem 2:38,37 na třetím místě – celkově 11. místo. Další měsíce věnovala studijním povinnostem a s tréninkem začala opět až koncem roku.
V březnu 1982 se po studijní pauze pomalu dostávala do loňské formy. Do té jí však začal bránit rodící se vážný vztah s pětibojařem Ivem Svobodou. Od 10. srpna začala vystupovat pod jménem Irena Svobodová a po letní sezóně přerušila sportovní kariéru kvůli diplomové práci. Po dokončení studia pražské FTVS v létě 1983, se již k vrcholové přípravě nevrátila a začala se naplno věnovat trenérské práci.

### Československé a české rekordy
- 100 m prsa – 1:13,35 (1980) překonán v roce 1988 Magdou Šplíchalovou (1:13,29)
- 200 m prsa – 2:32,79 (1980)  překonán v roce 1993 Lenkou Maňhalovou (2:32,48)

## Trenérská a pedagogická práce
Jako závodnice byla známá mimořádným citem pro vodu a tempařskými schopnosti. Právě svým citem pro vodu dokázala kompenzovat svojí často zmiňovanou neplaveckou postavu, podobnou více gymnastce. Tímto směrem i vedla svoji trenérskou práci. Vybírání závodníku nejen podle antropologie (výška, délka paží, šířka dlaní), silových dispozic, ale také podle toho jak ve vodě člověk působí, jak vodu vnímá.
V roce 1983 trénovala v pražském středisku vrcholového sportu při Vysokých školách. Měla zpočátku na starosti suchou přípravu. Jejím první úspěšným svěřencem byl původně přerovský prsař Miroslav Milý. 
Její výjimečnost oproti mnoha jiným plavcům byla k přístupu k tréninku, ve kterém dokázala po celou sportovní kariéru plavat objemovou přípravu s maximálním nasazením (intenzitou) na doraz. Jako trenérka viděla, že mnoho plavců má skutečně potřebu tréninky šidit "Jednou se mi na tréninku zdálo, že bazénů je míň, než jsem jim stanovila, mám pro to cit. A tak jsem poslala své plavce pryč s tím ať se vrátí, až budou mít chuť poctivě makat. Brzy si tak získala pověst přísné tréninky, ale spravedlivé trenérky.
Od srpna 1985 přešla do pozice šéftrenérky mládeže. Měla odpovědnost za přípravu juniorských a dorosteneckých reprezentačních družstev. Musela čelit náročnému úkolu jak důstojně připravit závodníky na hlavní mládežnické turnaje mistrovství Evropy a závodů zemí východního bloku tzv. Družby, zároveň však mládež příliš nepřetěžovat, aby mohla bez újem zdravotních či psychických úspěšně pokračovat v seniorské reprezentaci. Snažila se jít cestou kolegů z NDR, kde ze skupin talentované mládeže vybírali vyspělejší jedince, které co dříve akcelerovali. Sama si však byla vědoma, že tento výběr potřebuje vysokou míru citlivého přístupu.
Úspěchy s juniorskou reprezentací:
- Družba 1985 – 5 medailí Lenka Krbečková zlato, štafeta chlapců 4×100 m p.z stříbro, Vladimír Dorňák 2×bronz, štafeta chlapců 4×200 m v.z. bronz
- Mistrovství Evropy juniorů 1986 – 2 medaile Bronislav Szarzec stříbro, Pavel Vokoun stříbro
- Mistrovství Evropy juniorů 1987 – 1 medaile Robert Wolf stříbro

V létě 1987 však po dvou letech ve funkci šéftrenérky, ze své funkce odstoupila. "Místo, na kterém jsem pracovala, vyžaduje úplně všechno. Chci založit rodinu." Přijala místo odborné asistentky na pražské FTVS a na plaveckém svazu zastávala funkci předsedy trenérsko-metodické komise. Jako dobrovolná trenérka dětí působila v plaveckém oddíle při TJ Vodní stavby Hostivař.
Po neúspěšném vystoupení československé plavecké reprezentace na olympijských hrách v Soulu v roce 1988 kritizovala návrh na úpravu systému vrcholového sportu. Na chyby, které nový návrh poukazoval, upozorňovala již před pěti lety – nezajištěnost internátů, obsazování trenérských míst bez projednání se svazem, špatné materiální podmínky v některých TSM (tréninkové středisko mládeže), špatné řízení ze strany KNV (krajský národní výbor). Naplňování SVS-M plavci bez odpovídající výkonnostní úrovně. Příliš mnoho trenérů v SVS-M a naopak málo v TSM a sportovních třídách kde na cca 80 žáků připadají často jen dva trenéři. Nelíbil se jí návrh na snížení počtů útvarů a následná koncentrace do několika málo míst, který by znamenalo, že děti ve věku 10-11 let by museli žít mimo rodinu na internátech a to považovala za velkou pedagogickou a výchovnou chybu. Kritizovala také umisťování dětí z kolektivních a individuálních sportů do jedné sportovní třídy.
Učí na katedře tělesné výchovy PedF UK. V Brandýse vede plaveckou školu a oddíl plavání VŠSK při katedře tělesné výchovy PedF UK.